# Nikita Chalaourov
Nikita Chalaourov (en russe : Никита Павлович Шалауров), mort en 1764, est un trappeur et explorateur russe de l'Arctique.

## Biographie
Originaire de Veliki Oustioug, Nikita Chalaourov participe en 1748-1749 à l'expédition arctique d'Afanasy Bakhov en tant qu'assistant de Bakhov. Il prend part ensuite à une autre expédition polaire de Bakhov (1757-1760) comme assistant en chef. Il atteint le cap Chelagski et réussit ainsi à aller plus loin que Dmitri Laptev. A cette occasion, une carte dressée par un de ses hommes, Vertliougov, décrit pour la première fois la baie de Tchaoun et les îles autour de celle-ci. Chalaourov découvre aussi que les Tchouktches se divisent en trois groupes qui, bien qu'ennemis l'un l'autre, sont solidaires face aux étrangers.
Plus tard, il organise sa propre expédition pour découvrir de nouvelles îles et le passage intégral vers l'océan Pacifique, le passage du Nord-Est,. L'expédition est la seule expédition russe organisée après la deuxième expédition du Kamtchatka de Vitus Bering. Elle n'a aucun soutien du gouvernement.
Le navire de Chalaourov se nomme le Vera, Nadezhda i Lubov'  (Courage, Espoir et Amour). En 1762, il parcourt la Léna et tente de naviguer à l'est de la Kolyma jusqu'au détroit de Béring mais est bloqué par les glaces. En 1764, il essaie de nouveau mais disparait. Les Tchouktches rapporteront avoir découvert le lieu d'hivernage de l'expédition jonché de squelettes mais il est aussi possible que Chalaourov et son équipage aient été tués par les Tchouktches.